# Contarinia hongoi
Contarinia hongoi är en tvåvingeart som beskrevs av Gagne 1993. Contarinia hongoi ingår i släktet Contarinia och familjen gallmyggor.
Artens utbredningsområde är Kenya. Inga underarter finns listade i Catalogue of Life.